# Голіша
Голіша (словац. Holiša) — село, громада округу Лученець, Банськобистрицький край, центральна Словаччина, регіон Новоград. Кадастрова площа громади — 10,34 км².
Населення 643 особи (станом на 31 грудня 2017 року).

## Історія
Голіша згадується в 1246 році.

## Населення
| Рік:            | 1994. | 2004.    | 2014.   | 2024.   |
| --------------- | ----- | -------- | ------- | ------- |
| Кількість осіб: | 514   | 626      | 672     | 671     |
| Різниця:        |       | +21,78 % | +7,34 % | -0,14 % |

| Рік:            | 2023. | 2024.   |
| --------------- | ----- | ------- |
| Кількість осіб: | 649   | 671     |
| Різниця:        |       | +3,38 % |